# Talara niveata
Talara niveata är en fjärilsart som beskrevs av Butler 1878. Talara niveata ingår i släktet Talara och familjen björnspinnare. Inga underarter finns listade i Catalogue of Life.